# SN 2014J
SN 2014J é uma supernova tipo-Ia em Messier 82 (Cigar Galaxy, M82) descoberta em meados de janeiro de 2014.
 Foi a supernova tipo Ia mais próxima descoberta por 42 anos, e nenhuma foi mais próxima. A supernova foi descoberta por acaso durante uma sessão de graduação no Observatório da Universidade de Londres. Ele atingiu o pico em 31 de janeiro de 2014, atingindo uma magnitude aparente de 10,5.